# Obermorschwiller
Obermorschwiller település Franciaországban, Haut-Rhin megyében. Lakosainak száma 408 fő (2022. január 1.). Obermorschwiller Luemschwiller, Emlingen, Tagsdorf, Heiwiller, Wahlbach és Steinbrunn-le-Haut községekkel határos.

## Népesség
A település népességének változása: